# Björnlilja
Björnlilja (Xerophyllum tenax) är en nysrotsväxtart som först beskrevs av Frederick Traugott Pursh, och fick sitt nu gällande namn av Thomas Nuttall. Samman med andra arter i släktet Xerophyllum ingår den i familjen nysrotsväxter. Inga underarter finns listade.

## Bildgalleri

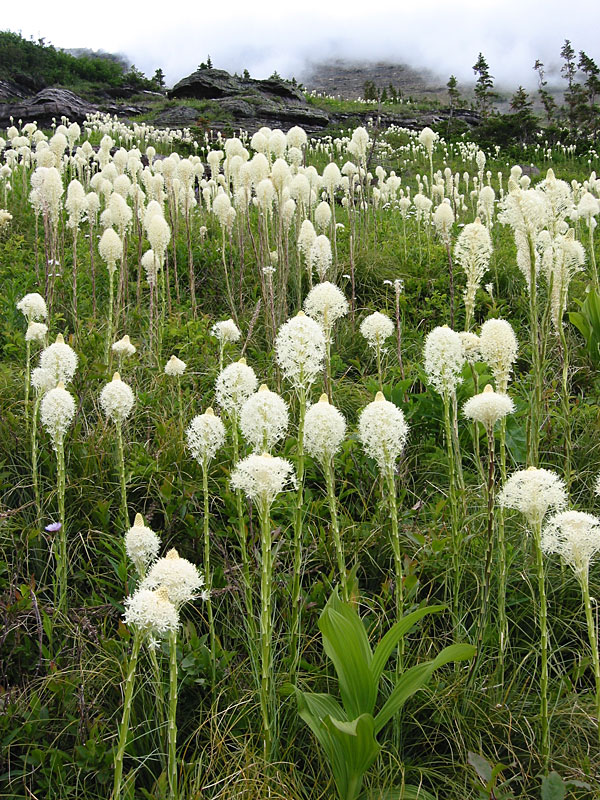